# Cotorra de Finsch
La cotorra de Finsch (Psittacula finschii) és una espècie d'ocell de la família dels psitàcids que habita els boscos del nord-est de l'Índia, sud-oest de la Xina, Myanmar, Cambodja, Laos, Vietnam i les terres altes de Tailàndia.